# Yacouba Hamani
Yacouba Diori Hamani Magagi, noto anche come Yac Diori (Niamey, 8 settembre 1997), è un calciatore nigerino, difensore dell'Arenteiro e della nazionale nigerina.

## Carriera

### Club
Ha giocato nella prima divisione nigerina dal 2012 al 2016. Successivamente si è trasferito in Spagna, dove ha giocato tra la seconda e la terza divisione.

### Nazionale
Ha esordito in nazionale nel 2016.

## Statistiche

### Cronologia presenze e reti in nazionale
| Cronologia completa delle presenze e delle reti in nazionale ― Niger | Cronologia completa delle presenze e delle reti in nazionale ― Niger | Cronologia completa delle presenze e delle reti in nazionale ― Niger | Cronologia completa delle presenze e delle reti in nazionale ― Niger | Cronologia completa delle presenze e delle reti in nazionale ― Niger | Cronologia completa delle presenze e delle reti in nazionale ― Niger | Cronologia completa delle presenze e delle reti in nazionale ― Niger | Cronologia completa delle presenze e delle reti in nazionale ― Niger |
| Data                                                                 | Città                                                                | In casa                                                              | Risultato                                                            | Ospiti                                                               | Competizione                                                         | Reti                                                                 | Note                                                                 |
| -------------------------------------------------------------------- | -------------------------------------------------------------------- | -------------------------------------------------------------------- | -------------------------------------------------------------------- | -------------------------------------------------------------------- | -------------------------------------------------------------------- | -------------------------------------------------------------------- | -------------------------------------------------------------------- |
| 4-9-2016                                                             | Niamey                                                               | Niger                                                                | 3 – 1                                                                | Burundi                                                              | Qual. Coppa d'Africa 2017                                            | -                                                                    |                                                                      |
| 10-6-2017                                                            | Niamey                                                               | Niger                                                                | 0 – 0                                                                | eSwatini                                                             | Qual. Coppa d'Africa 2019                                            | -                                                                    |                                                                      |
| 7-9-2019                                                             | Berrechid                                                            | Libia                                                                | 2 – 0                                                                | Niger                                                                | Amichevole                                                           | -                                                                    |                                                                      |
| 10-9-2019                                                            | Marrakech                                                            | Marocco                                                              | 1 – 0                                                                | Niger                                                                | Amichevole                                                           | -                                                                    |                                                                      |
| 10-10-2019                                                           | Niamey                                                               | Niger                                                                | 1 – 1                                                                | Zambia                                                               | Amichevole                                                           | -                                                                    |                                                                      |
| 13-10-2019                                                           | Niamey                                                               | Niger                                                                | 0 – 2                                                                | Rep. Centrafricana                                                   | Amichevole                                                           | -                                                                    |                                                                      |
| 16-11-2019                                                           | Abidjan                                                              | Costa d'Avorio                                                       | 1 – 0                                                                | Niger                                                                | Qual. Coppa d'Africa 2021                                            | -                                                                    |                                                                      |
| 19-11-2019                                                           | Niamey                                                               | Niger                                                                | 2 – 6                                                                | Madagascar                                                           | Qual. Coppa d'Africa 2021                                            | -                                                                    |                                                                      |
| 10-10-2020                                                           | Niamey                                                               | Niger                                                                | 2 – 0                                                                | Ciad                                                                 | Amichevole                                                           | -                                                                    | 41’                                                                  |
| 27-3-2023                                                            | Tunisi                                                               | Niger                                                                | 0 – 1                                                                | Algeria                                                              | Qual. Coppa d'Africa 2023                                            | -                                                                    | 22’                                                                  |
| 18-6-2023                                                            | Dar es Salaam                                                        | Tanzania                                                             | 1 – 0                                                                | Niger                                                                | Qual. Coppa d'Africa 2023                                            | -                                                                    | 56’                                                                  |
| Totale                                                               |                                                                      | Presenze                                                             | 11                                                                   |                                                                      | Reti                                                                 | 0                                                                    |                                                                      |